# Charles Richards
Charles Leonard Richards (Tacoma, 19 marzo 1945) è un ex pentatleta statunitense.

## Palmarès
In carriera ha conseguito i seguenti risultati:
- Mondiali:

San Antonio 1971: bronzo nel pentathlon moderno a squadre.